# Museu Náprstek
El Museu Náprstek és un museu d'art asiàtic, africà i natiu americà situat a la plaça de Betlem a Praga, República Txeca. És una de les diverses exposicions permanents del Museu Nacional. El museu està situat a l'antic recinte cerveser i vinícola d'U Halanku, al nucli antic de Praga.

## Història

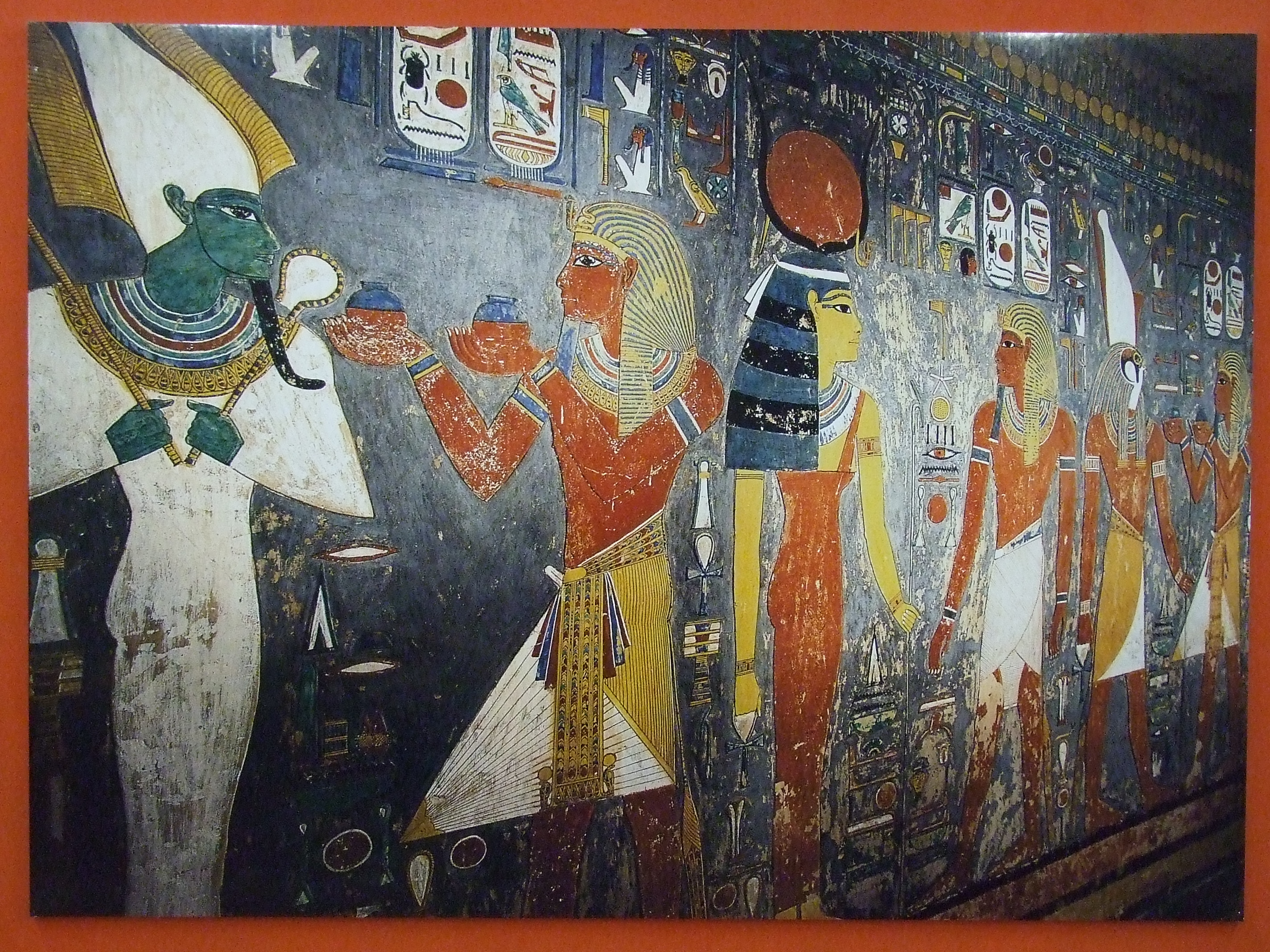
Exposició egípcia en el Museu Náprstek

El museu, originalment privat, va ser fundat en 1874 pel polític renaixentista nacional txec Vojtěch Náprstek en la seva antiga cerveseria familiar, com el Museu Industrial Txec. Després de la seva mort el museu es va convertir en el Museu Etnogràfic, i des de la Segona Guerra Mundial s'ha centrat en les cultures no europees.
En el segle xix el museu va ser un dels centres culturals i educatius de la intel·lectualitat txeca. Gran part de la seva col·lecció prové del Náprstek i els seus amics que eren expatriats txecs, viatgers i etnografistes. Només una part de la gran col·lecció del museu està disponible per al públic.